# Orthocis flavipennis
Orthocis flavipennis là một loài bọ cánh cứng trong họ Ciidae. Loài này được Pic miêu tả khoa học năm 1923.